# جون مارتيل
جون مارتيل (بالإنجليزية: June Martel)‏ هي مغنية وممثلة أمريكية، ولدت في 19 نوفمبر 1909 في شيكاغو في الولايات المتحدة، وتوفيت في 23 نوفمبر 1978 في مقاطعة لوس أنجلوس في الولايات المتحدة.

## وصلات خارجية
- جون مارتيل على موقع IMDb (الإنجليزية)
- جون مارتيل على موقع قاعدة بيانات الفيلم (الإنجليزية)